# Łężyce (Szczytna)

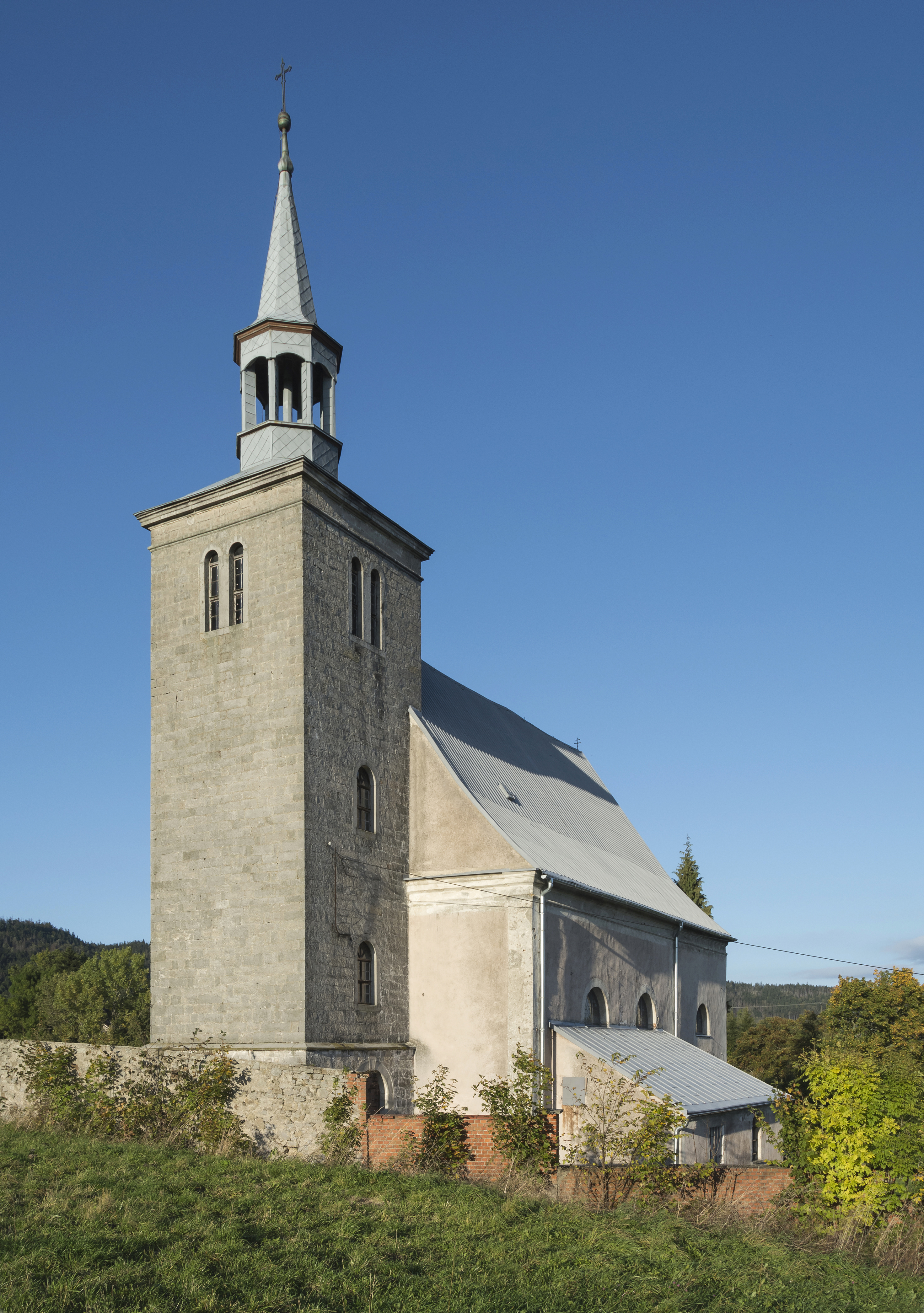
St. Maria Magdalena in Łężyce

Łężyce (deutsch Friedersdorf, tschechisch Lužnice, auch Loužnice) ist ein Ort in der Stadt- und Landgemeinde Szczytna (Rückers) im Powiat Kłodzki der Woiwodschaft Niederschlesien in Polen. Es liegt vier Kilometer nordwestlich von Duszniki-Zdrój (Bad Reinerz).

## Geographie
Łężyce liegt in den südlichen Ausläufern des Heuscheuergebirges. Die Besiedlung erfolgte in einem langen Tal, das von etwa 555 bis 640 m ü. NN ansteigt. Ungefähr in der Mitte des Dorfes liegt auf einer Anhöhe die Kirche. In einem parallel verlaufenden Seitental wurden die „Mühlhäuser“ errichtet sowie die „Kolonie Johannesthal“ angelegt. Nördlich der beiden Täler liegt in einer Höhe von 775 m. ü. NN die „Kolonie Friedrichsberg“. Die westlich des Ortes errichtete Häusergruppe wurde als „Böhmische Häuser“ bezeichnet.
Nachbarorte sind Karłów (Karlsberg) im Norden, Batorów (Friedrichsgrund) im Osten, Złotno (Goldbach) im Südosten, Słoszów (Roms) im Süden, Kulin Kłodzki (Keilendorf) und Gołaczów (Hallatsch) im Südwesten, Żyznów (Tschischney) im Westen sowie Darnków (Dörnikau) und das nicht mehr existierende Łężno (Friedrichsberg) im Nordosten.

## Geschichte
Friedersdorf, das den Namen seines Lokators trägt, wurde erstmals im Jahre 1330 als „Friderici villa“ erwähnt und 1351 als „Friedrichsdorf“ bezeichnet. Es gehörte zur böhmischen Herrschaft Hummel und war mit der Pfarrkirche, die ebenfalls für das 14. Jahrhundert belegt ist, dem Glatzer Dekanat eingegliedert. 1353 war es an den Ritter Otto von Haugwitz (Otte/Ottyn von Hugwicz) verlehnt, der mit Gertrud von Pannwitz verheiratet war. Sie war die Tochter des damaligen Besitzers der Herrschaft Hummel, Titzko (Ticzen) von Pannwitz. Otto, der auch ein Vorwerk in Pischkowitz besaß, hatte auch das Patronat über die Kirche von Friedersdorf inne. 1331 präsentierte er als neuen Pfarrer einen Hinko (Heinrich), der vom Pischkowitzer Pfarrer eingeführt wurde. Ihm folgte am 4. November 1364 der Kleriker Johannes, ein Sohn des Bartholomäus aus Wünschelburg („Wussislburga“), der vom Glatzer Dechanten in sein Amt eingeführt wurde. Nach dessen Resignation 1371 folgte der Priester Conrad aus Glatz. Da er von Theodorich von Haugwitz („Theodricum de Hukwicz“) präsentiert wurde, kann vermutet werden, dass Theodorich ein Sohn und Nachfolger des Otto von Haugwitz war. Auch für das Jahr 1410 ist Theodorich als Besitzer von Friedersdorf belegt. In diesem Jahr präsentierte er den Priester Petrus aus Kuttenberg („de Montibus Chutnis“) als Pfarrer. Am 14. Juni 1427 verkaufte der Freirichter Lucas die Hälfte seines Gutes zu „Frederichsdorf“ dem Mathes Richter als freies Erbe. Während der Hussitenkriege war die Pfarrei verwaist und eingegangen. Das zugehörige Pfarrgut („Widmut“) hatte sich damals der Rat von Reinerz angeeignet und nicht wieder zurückgegeben. 1475 bekannte der Glatzer Vogt Andris Gunthir, dass er seine Gerechtsame zu „Fredirsdorf“ dem Herrn Kauffung auf dem „Landisfrede“ verkauft habe.
Auf Veranlassung des Herzogs Heinrich d. Ä., der zugleich Graf von Glatz war, wurde Friedersdorf zusammen mit der Herrschaft Hummel 1477 in die Grafschaft Glatz eingegliedert. 1561 fiel die Herrschaft Hummel als erledigtes Lehen an den böhmischen Landesherrn. Nach der Auflösung der Herrschaft Hummel 1595 blieben die zugehörigen Ortschaften zunächst im Besitz der königlichen Kammer. Im selben Jahr gelangte die vormalige Friedersdorfer Pfarrkirche als Filialkirche an die Pfarrkirche St. Peter und Paul in Reinerz. 1639 schenkte der Landesherr Ferdinand III. Friedersdorf seinem Leibarzt und Landphysikus von Böhmen, Isaias Sachs, dem damaligen Besitzer von Rückers. Nachdem dieser 1650 vom König Ferdinand IV. auch die Friedersdorfer Kammeruntertanen geschenkt bekam, gehörte ganz Friedersdorf zur Herrschaft Rückers.
Das Patronat über das Kirchenlehen übte bis 1561 der jeweilige Besitzer der Herrschaft Hummel, danach der Landesherr und ab 1650 der jeweilige Besitzer der Herrschaft Rückers aus. Zur Friedersdorfer Filialkirche waren die Dörfer Kessel und Tschischney sowie die Kolonien Johannesthal und Friedrichsberg gewidmet.
Nach dem Ersten Schlesischen Krieg 1742 und endgültig mit dem Hubertusburger Frieden 1763 fiel Friedersdorf zusammen mit der Grafschaft Glatz an Preußen. Für das Jahr 1807 sind nachgewiesen: eine Filialkirche, ein Schulhaus, ein herrschaftliches Vorwerk, ein Freirichtergut, eine Mehlmühle, 25 Dienstbauern sowie 72 Gärtner-, Häusler- und andere Häuser. Zusammen mit Friedrichsberg und Johannesthal bildete es eine Dorfgemeinde.
Nach der Neugliederung Preußens gehörte Friedersdorf ab 1815 zur Provinz Schlesien und wurde 1816 dem Landkreis Glatz eingegliedert, mit dem es bis 1945 verbunden blieb. 1874 wurde der Amtsbezirk Friedersdorf gebildet, zu dem die Landgemeinden Friedersdorf, Goldbach, Hermsdorf und Roms sowie der Gutsbezirk Friedersdorf gehörten. 1939 wurden 823 Einwohner gezählt.
Als Folge des Zweiten Weltkriegs fiel Friedersdorf 1945 mit dem größten Teil Schlesiens an Polen und wurde in Łężyce umbenannt. Die deutsche Bevölkerung wurde vertrieben. Die neu angesiedelten Bewohner waren teilweise Zwangsumgesiedelte aus Ostpolen, das an die Sowjetunion gefallen war. In der Folgezeit blieben viele Häuser unbewohnt und wurden dadurch dem Verfall preisgegeben. Die Zahl der Einwohner ging deutlich zurück. 1975–1998 gehörte Łężyce zur Woiwodschaft Wałbrzych (Waldenburg).

### Kolonien
- Die Kolonie Johannesthal wurde um 1724 vom damaligen Besitzer der Herrschaft Rückers, Johann Graf von Hartig angelegt. Anfang des 19. Jahrhunderts bestand sie aus zwölf Häusern und bildete mit Friedersdorf eine Dorfgemeinde. 1945 wurde sie zunächst in Januszów und später in Łężyce Górne umbenannt.
- Die Kolonie Friedrichsberg (tschechisch Lukviza) wurde um 1781 von damaligen Besitzer der Herrschaft Rückers, Friedrich Graf von Bellegarde angelegt. Anfang des 19. Jahrhunderts bestand sie aus einem herrschaftlichen Vorwerk sowie zwölf Kolonistenstellen. 1790 wurde auf dem nahe gelegenen Vogelberg ein Blockhaus errichtet. Zusammen mit der Kolonie Johannesthal gehörte Friedrichsberg zur Dorfgemeinde Friedersdorf. Nach dem Übergang an Polen 1945 wurde es in Łężno umbenannt. Da die meisten Häuser nicht wieder besiedelt wurden, verfielen sie. Heute ist die Ortschaft unbewohnt.
- Die Kolonie Steinbruch gehörte ebenfalls zur Herrschaft Rückers und bestand Anfang des 19. Jahrhunderts aus drei Häusern. Sie wurde nach dem naheliegenden Steinbruch benannt, in dem Heuscheuergestein abgebaut wurde.

## Sehenswürdigkeiten
- Das der hl. Maria Magdalena geweihte Gotteshaus wurde 1694 an der Stelle einer Vorgängerkirche errichtet. In ihr befindet sich eine gotische Pietà aus dem 15. Jahrhundert. Den architektonischen Hauptaltar mit den Figuren der hll. Veit, Wenzel, Joseph und Leopold schmückt ein Gemälde des Prager Malers Peter Johann Brandl. Der Kreuzigungs- und der Marienaltar sowie die Kanzel stammen aus der ersten Hälfte des 18. Jahrhunderts. Der Kirchhof ist von einer Wehrmauer umgeben.
- Feldkreuze u. a. Bildstöcke

## Persönlichkeiten
- Edmund Scholz (1835–1920), deutscher Theologe, Pädagoge und Heimatforscher. Von 1910 bis 1920 Großdechant sowie Generalvikar der Grafschaft Glatz.